# TAS2R13
El miembro 13 del receptor del gusto tipo 2 es una proteína que en humanos está codificada por el gen TAS2R13.

## Función
Este producto génico pertenece a la familia de receptores del gusto candidatos que son miembros de la superfamilia de receptores acoplados a proteína G. Estas proteínas se expresan específicamente en las células receptoras del gusto de los epitelios de la lengua y el paladar. Están organizados en grupos en el genoma y están genéticamente vinculados a loci que influye en la percepción del amargo en ratones y humanos. En estudios de expresión funcional, responden a sabores amargos. Este gen se asigna al grupo de genes del receptor del gusto en el cromosoma 12p13.